# James O. McManus
James O. McManus (* 18. Oktober 1894 in Philadelphia, Pennsylvania; † ?) war ein US-amerikanischer Politiker. Zwischen 1939 und 1941 war er Vizegouverneur des Bundesstaates Rhode Island.
Über die Jugend und Schulausbildung von James McManus ist nichts überliefert. Auch über seinen Werdegang jenseits der Politik gibt es in den Quellen keine Angaben. Er kam zu einem nicht überlieferten Zeitpunkt nach West Warwick  im Kent County. Während des Ersten Weltkrieges diente er in der US Navy. Politisch schloss er sich der Republikanischen Partei an. 1938 wurde er an der Seite von William Henry Vanderbilt zum Vizegouverneur von Rhode Island gewählt. Dieses Amt bekleidete er zwischen 1939 und 1941. Dabei war er Stellvertreter des Gouverneurs und Vorsitzender des Staatssenats. Im Jahr 1940 kandidierte er erfolglos für den US-Senat; 1942 scheiterte seine Kandidatur für das Amt des Gouverneurs von Rhode Island. Danach verliert sich seine Spur.